# Gongylolepis oblanceolata
Gongylolepis oblanceolata là một loài thực vật có hoa trong họ Cúc. Loài này được Pruski mô tả khoa học đầu tiên năm 1989.